# Urbachtal
Das Urbachtal, in den Landkarten ab 1998 auch Ürbachtal, ist ein etwa 10 km langes Seitental des Haslitals im östlichen Berner Oberland.

## Lage
Das Urbachtal liegt südlich von Meiringen im oberen Haslital. Im Westen grenzt es an das Reichenbachtal, von dem es durch die Engelhörner getrennt ist. Im Süden liegen die Gletscher, welche die Grimselseen füllen, im Osten das Haslital. Die steilen Engelhörner gehören zum Aarmassiv.
Zuoberst im Urbachtal liegt der Gauligletscher. Sein Abfluss, das Ürbachwasser, fliesst durch das Urbachtal bis nach Innertkirchen, wo er in die Aare mündet.
Vom Fuss des Gletschers, an dem sich der Gaulisee gebildet hat, fliesst das Ürbachwasser zuerst in nordöstlicher Richtung bis zum Mattenalpsee auf 1874 m. ü. M., wo es gestaut wird. Der Abfluss macht dann eine Kehrtwende in nordwestlicher Richtung, wo es für einen Kilometer fliesst. Danach fliesst es vorbei an Weilern und Alphütten in nördlicher und später nordöstlicher Richtung bis nach Innertkirchen.
Vom unteren Urbachtal aus führt eine Strasse nach Understock. Aus dem Urbachtal über Fusswege erreichbar sind der Loibstock (1621 m), die Laubalp sowie die Gauli- und Dossenhütte des SAC.

## Nutzung
Das Ürbachwasser wird zur Stromproduktion als Mattenalpsee gestaut. Weiter unten, im Urbachtal selber, steht ein kleiner Staudamm. Ein Teil des gestauten Wassers wird durch ein Rohr nach Innertkirchen geleitet. Dort wird es im Kraftwerk Innertkirchen Nr. 3 der Firma KWO (Kraftwerke Oberhasli) zur Stromerzeugung genutzt. Zuletzt  fliesst das Wasser zurück in die Aare. Am gesamten Flussufer gilt Hochwassergefahr und besonders im Frühjahr wird der Fluss ein reissender Schmelzwasserfluss.
Die Weiden des Tals werden im Sommer mit Kühen, Schafen und Ziegen beweidet. Durch seine steilen Seitenwände ist es eine touristische Attraktion und wird im Sommer als beliebtes Grill- und Ausflugsziel für Familien und Natur-Interessierte genutzt.
Des Weiteren befindet sich im Urbachtal ein Übungsplatz der Schweizer Armee. Deswegen ist das Tal regelmässig teilweise gesperrt. Seit 2010 ist die knapp 4½ ha grosse Trockenwiese Sandey, die sich zwischen dem Urbachwasser und den Steilhängen In Flüenen befindet, im Bundesinventar der Trockenwiesen und -weiden von nationaler Bedeutung verzeichnet. 

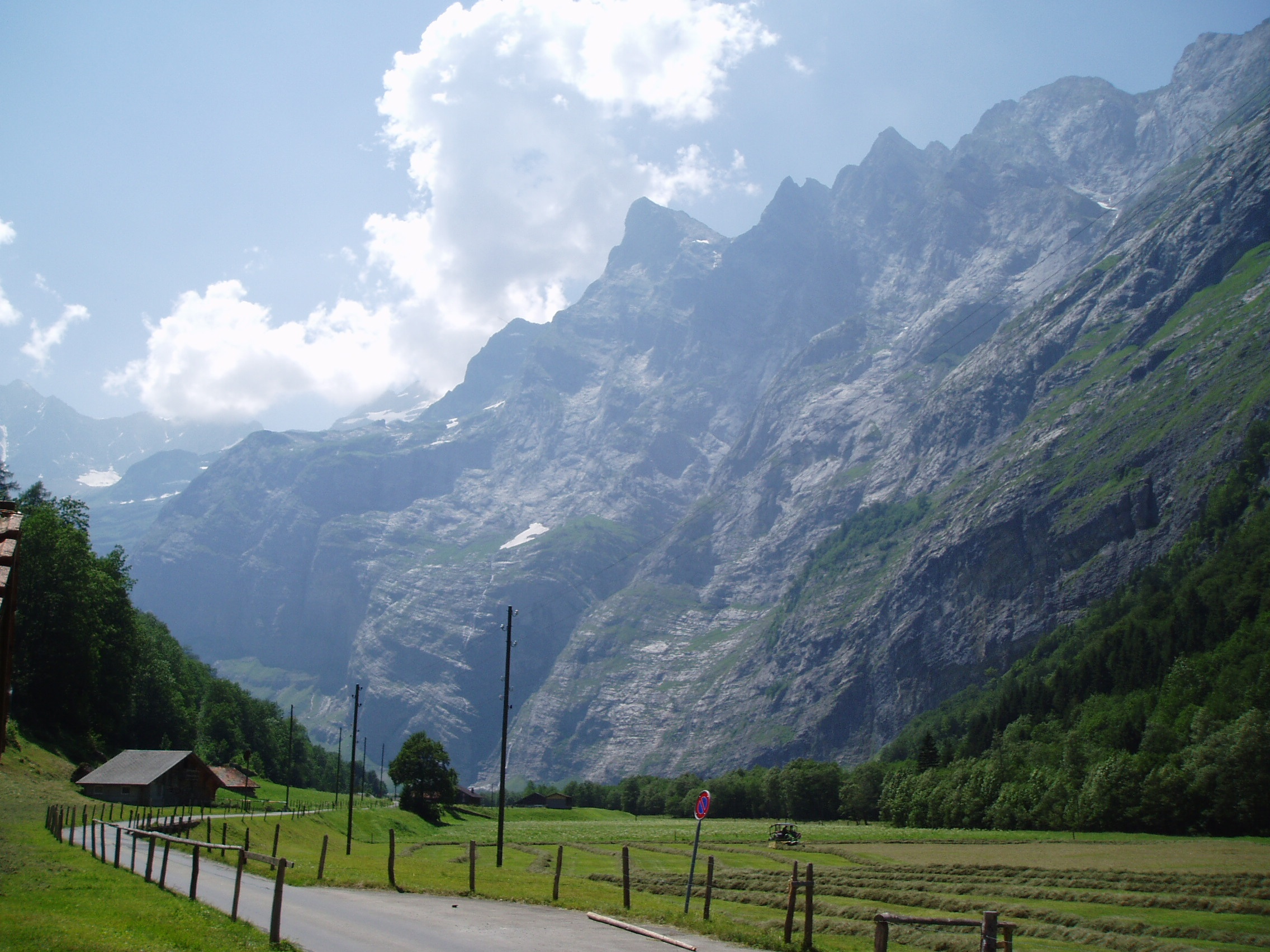
Blick auf Engelhörner
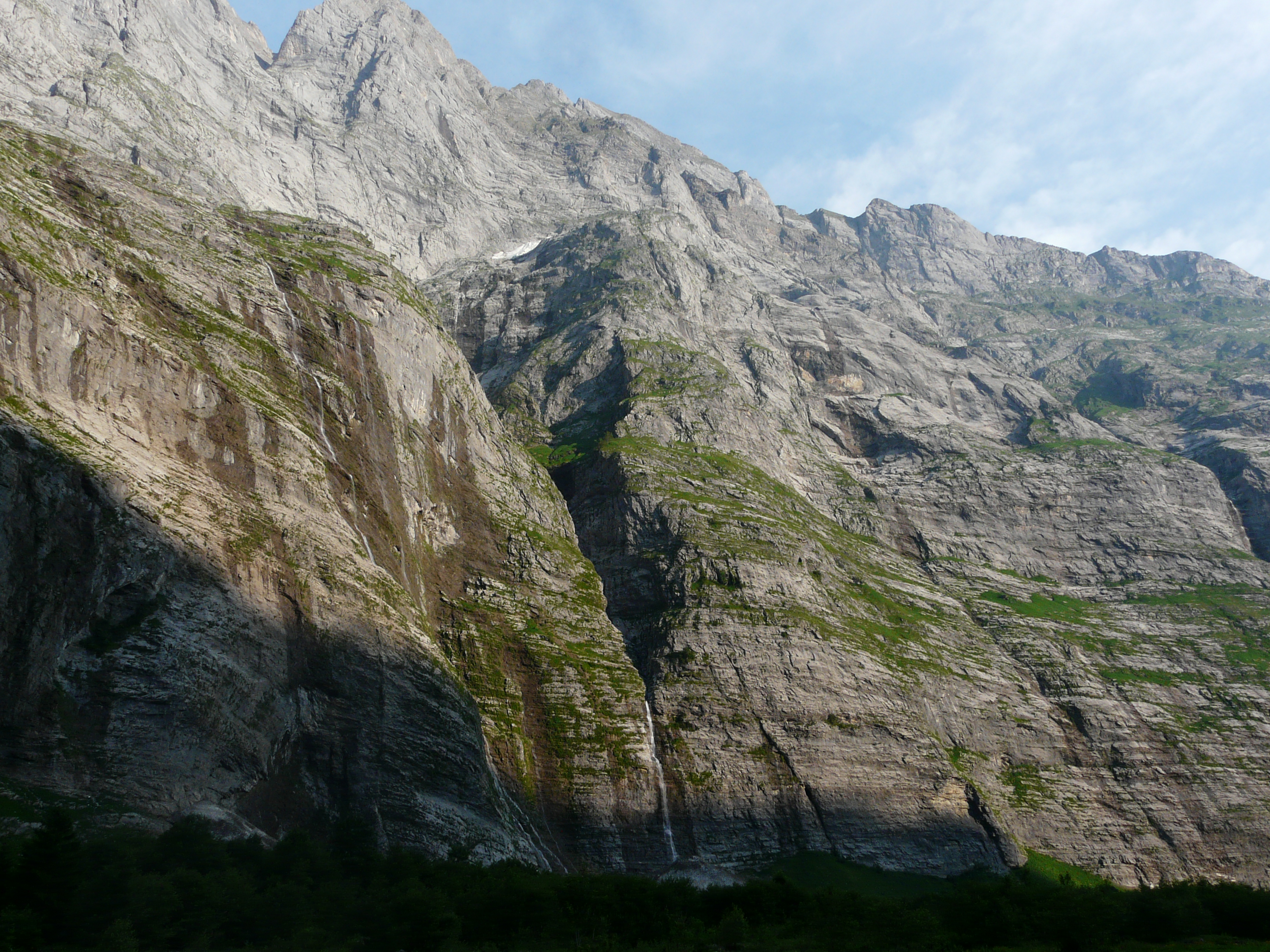
Blick vom Strassenende auf die Wände der Engelhörner
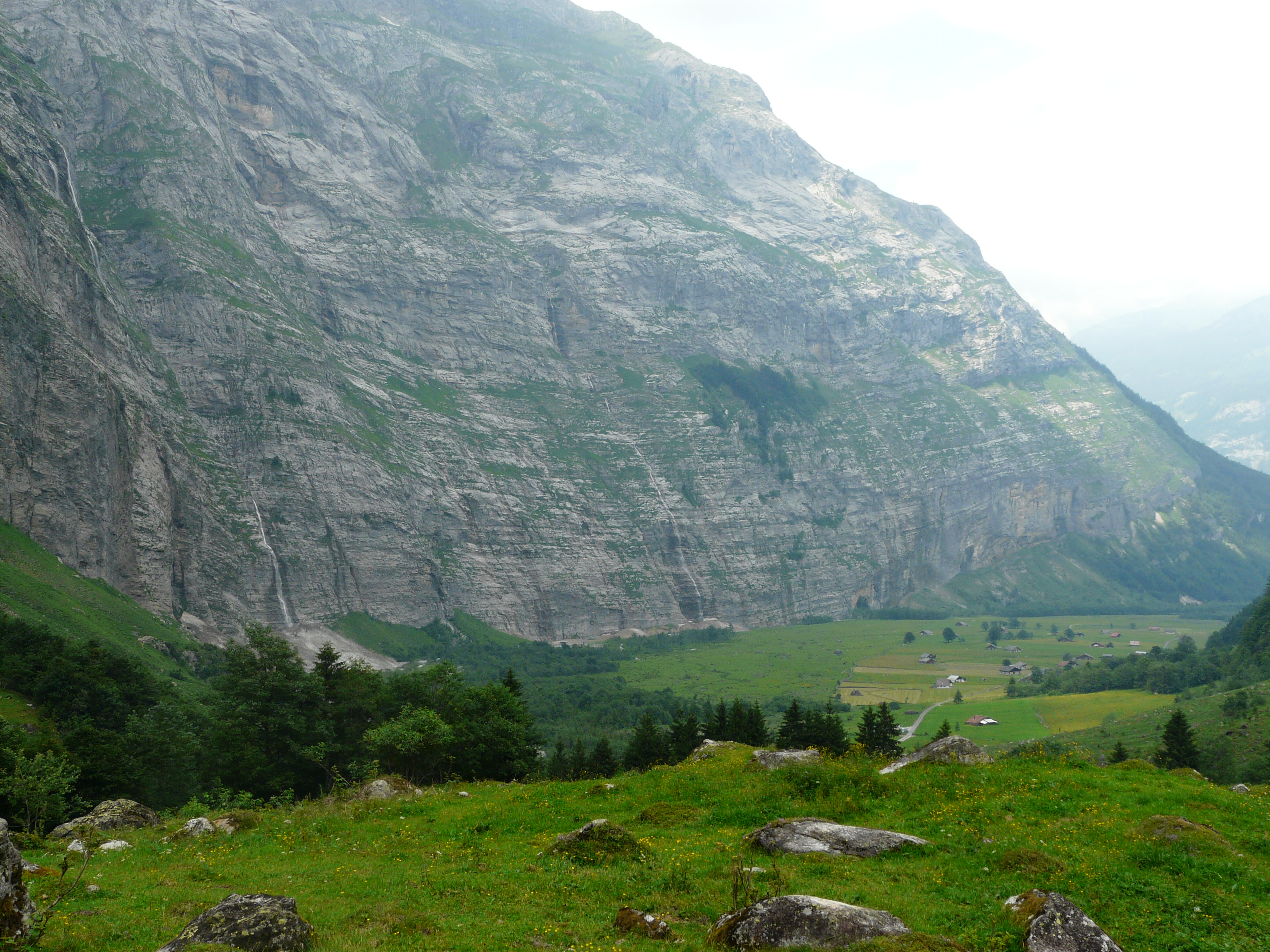
Alphütten am Ende der Fahrstrasse
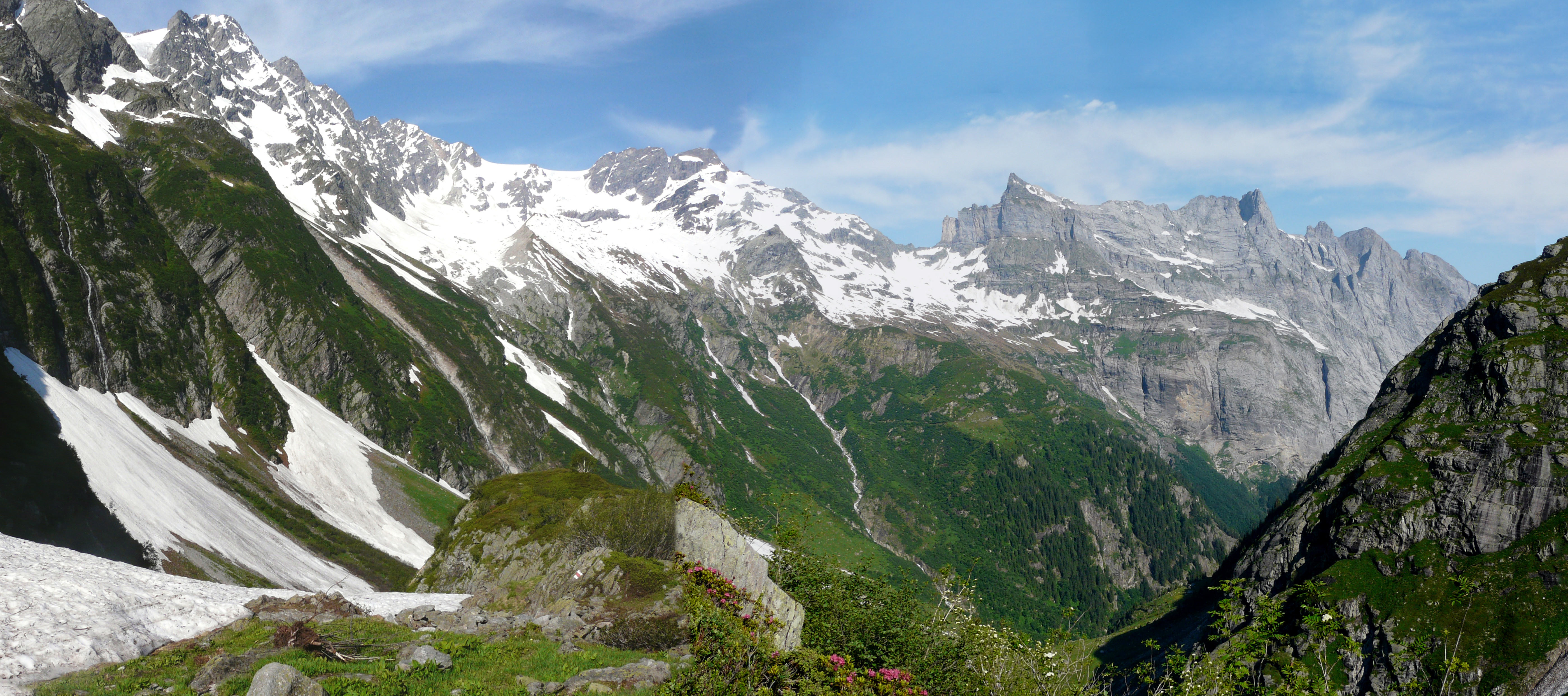
Urbachtal mit Engelhörner (rechts)